# Andy Devine

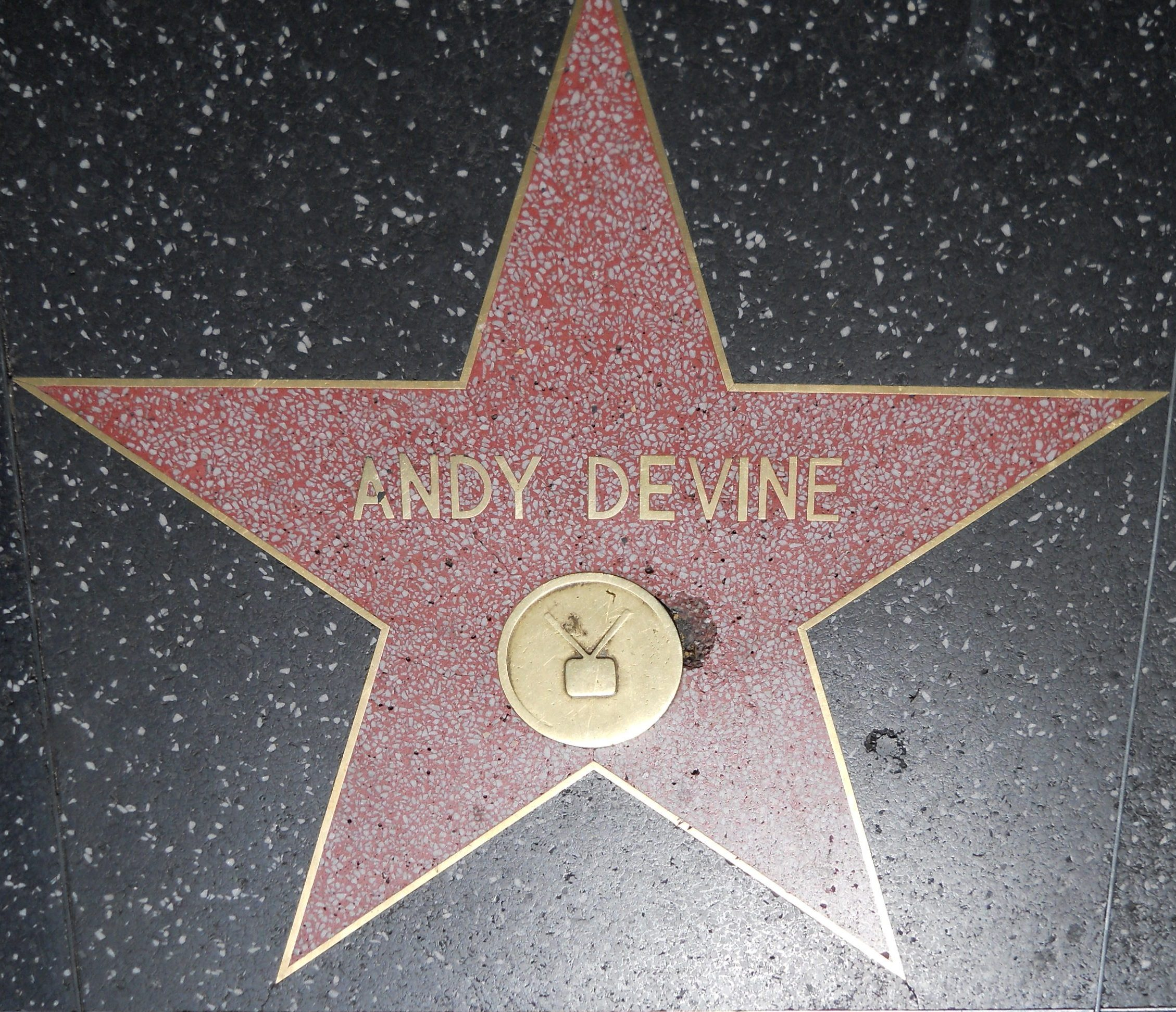
Steaua lui Andy Devine de pe Walk of Fame

Andy Devine (n. 7 octombrie 1905 – d. 18 februarie 1977) a fost un actor de film american.